# Illusion (utwór muzyczny Krasimira Awramowa)
Illusion – utwór bułgarskiego piosenkarza Krasimira Awramowa, wydany w formie singla w 2009. Piosenkę napisał Awramow we współpracy z Williamem Tabanau i Casie Tabanau.
W 2009 utwór zwyciężył w finale programu Evroviziya 2009, zdobywając 55,52% poparcia telewidzów, dzięki czemu został wybrany na propozycję reprezentującą Bułgarię podczas 54. Konkursu Piosenki Eurowizji organizowanego w Moskwie. Wyniki krajowego finału doprowadziły do wielu kontrowersji oraz niezadowolenia widzów, którzy domagali się wycofania piosenki z konkursu. Internauci założyli petycję na Facebooku o nazwie Piosenka Avramova na Eurowizję to hańba dla Bułgarii, pod którą podpisało się ponad 5 tys. użytkowników. Za wycofaniem propozycji z udziału w konkursie stanęli też m.in. bułgarski kompozytor Najden Andreew oraz dyrektor muzyczno-rozrywkowy stacji BNT Ljuben Kynczew. Afera została poruszona w jednym z wydań programu Be A Star. 10 maja utwór został wykonany przez Awramowa w półfinale Eurowizji 2009 i zajął 16. miejsce, przez co nie awansował do finału. Tym samym został piosenką, która zdobyła najmniejszą liczbę punktów w historii startów Bułgarii w konkursie.

## Lista utworów
CD maxi-single
1. „Illusion” (Original Version ESC 2009)
2. „Illusion” (Stage Version ESC 2009)
3. „Illusion” (Karaoke Version ESC 2009)
4. „Illusion” (Instrumental)
5. „Illusion” (Guitar Version)
6. „Illusion”
7. „Illusion” (Deep Zone Remix) He's The DroFessor
8. „Illusion” (Deep Zone Remix) Sucka Free
9. „Illusion” Illusion (Deep Zone Remix) They Can't Stand That

- Teledysk do utworu „Illusion”
- Film z planu zdjęciowego do „Illusion”
- Koncert Krasimira Awramowa w Teatrze Kodak
- Krasimir Awramow w utworze „Ne kazwaj ljube leka noszt”
- Krasimir Awramow w utworze „Madness Of Greatness”